# Diane Montagna
Diane Montagna (...) è una giornalista, scrittrice e traduttrice statunitense.
È nota per i suoi servizi giornalistici che coprono un'ampia varietà di tematiche relative alla Chiesa cattolica, alle sue dottrine e alla sua politica.

## Biografia
Diane Montagna ha conseguito una licenza in Sacra Teologia presso l'International Theological Institute di Gaming (in Austria) e una laurea in italiano. 
Ha iniziato la sua carriera nel giornalismo traducendo i discorsi pontifici per l'agenzia di stampa Zenit durante il pontificato di papa Benedetto XVI. In seguito, ha lavorato come traduttrice per l'edizione inglese del quotidiano L'Osservatore Romano.
I suoi scriti sono stati pubblicati anche da importanti riviste cattoliche come il National Catholic Register e l'Humanitas Christian Anthropological Review. Prima del suo attuale ruolo di corrispondente da Roma per il Catholic Herald, ha ricoperto lo stesso incarico per LifeSiteNews e per l'edizione inglese di Aleteia per diversi anni.
Oltre alla carriera giornalistica, ha anche tenuto corsi di formazione religiosa per bambini e adulti.
Nela seconda decade degli anni Duemila, Montagna ha scritto molto su una serie di argomenti legati alla Chiesa. Ha trattato questioni come la riforma sinodale, il calo delle nascite in Italia, l'approvazione delle unioni omosessuali da parte dei vescovi tedeschi e le restrizioni alla Messa tradizionale in latino. Ha anche scritto dell'eredità di papa Benedetto XVI, parlando del suo impatto sulle vocazioni sacerdotali e del suo profondo affetto per l'Inghilterra e i suoi santi.

## Opere
- D. Montagna, Mons. Athanasius Schneider, Christus Vincit: Christ's Triumph Over the Darkness of the Age,  Angelico Press, Brooklyn, NY, 2019. OCLC 1396124183
- D. Montagna, padre Gerald E. Murray (intervistato), Calming the Storm: Navigating the Crises Facing the Catholic Church and Society,  Emmaus Road Publishing, Steubenville, Ohio, 2022. OCLC 1318992077[5]